# Сан-Хуан-дель-Молінільйо
Сан-Хуан-дель-Молінільйо (ісп. San Juan del Molinillo) — муніципалітет в Іспанії, у складі автономної спільноти Кастилія-і-Леон, у провінції Авіла. Населення — 300 осіб (2010).
Муніципалітет розташований на відстані близько 95 км на захід від Мадрида, 24 км на південний захід від Авіли.
На території муніципалітету розташовані такі населені пункти: (дані про населення за 2010 рік)
- Навандріналь: 185 осіб
- Сан-Хуан-дель-Молінільйо: 76 осіб
- Вільярехо: 39 осіб

## Демографія
Динаміка населення (INE ):